# چارلز والاس ریچموند
چارلز والاس ریچموند (انگلیسی: Charles Wallace Richmond؛ ۳۱ دسامبر ۱۸۶۸ – ۱۹ مهٔ ۱۹۳۲) یک دانشمند در زمینه پرنده‌شناسی اهل ایالات متحده آمریکا بود. 